# Ben Shelton
Benjamin Todd Shelton (Atlanta, Geòrgia, Estats Units, 9 d'octubre de 2002) és un jugador de tennis professional estatunidenc.

## Biografia
Fill de Lisa i Bryan Shelton, té una germana anomenada Emma. El seu pare va ser tennista i actualment entrenador de tennis, mentre que la seva mare també va ser tennista a nivell júnior i el seu oncle Todd Witsken també va ser tennista. Va néixer a Georgia perquè en aquell moment el seu pare era entrenador de l'equip femení de tennis de Georgia Tech. Es va graduar al Buchholz High School de Gainesville, Florida.

## Carrera esportiva
Shelton va guanyar el campionat nacional júnior de la USTA 2016 en dobles. Va jugar al tennis universitari als Florida Gators. Com a estudiant de primer any el 2021, va aconseguir el primer campionat nacional per equips dels Gators amb la seva victòria en cinquè individual; a l'any següent, va guanyar el títol individual masculí en els Campionats de Tennis de la Divisió I de la NCAA de 2022. Aquest mateix any, va ser nomenat Jugador Nacional de l'Any de la ITA.
Va debutar a l'ATP el juliol de 2022 a l'Open d'Atlanta, on va derrotar Ramkumar Ramanathan. La setmana següent, va jugar al Masters de Cincinnati aconseguint la tercera ronda, destacant la seva victòria sobre el número 5 del món Casper Ruud. L'agost de 2022, Shelton va anunciar que es convertiria en professional, i l'any següent va aconseguir els quarts de final de l'Open d'Austràlia i les semifinals de l'Open dels Estats Units.
El gener de 2023, Shelton va aconseguir els quarts de final del seu primer Grand Slam, a l'Open d'Austràlia de 2023. Aquest mateix any, el setembre, va arribar per primera vegada a les semifinals d'un Grand Slam a l'US Open de 2023.

## Palmarès

### Individual: 5 (3−2)
| Llegenda                          |
| --------------------------------- |
| Grand Slams (0−0)                 |
| ATP Finals (0−0)                  |
| ATP World Tour Masters 1000 (1−0) |
| ATP World Tour 500 (1−2)          |
| ATP World Tour 250 (1−0)          |

| Títols per superfície |
| --------------------- |
| Dura (2−1)            |
| Gespa (0−0)           |
| Terra batuda (1−1)    |

| Resultat  | Núm. | Data                 | Torneig               | Superfície   | Oponent              | Marcador            |
| --------- | ---- | -------------------- | --------------------- | ------------ | -------------------- | ------------------- |
| Guanyador | 1.   | 22 d'octubre de 2023 | Tòquio, Japó          | Dura         | Aslan Karatsev       | 7−5, 6−1            |
| Guanyador | 2.   | 7 d'abril de 2024    | Houston, Estats Units | Terra batuda | Frances Tiafoe       | 7−5, 4−6, 6−3       |
| Finalista | 1.   | 27 d'octubre de 2024 | Basilea, Suïssa       | Dura (i)     | G. Mpetshi Perricard | 4−6, 6−7(4)         |
| Finalista | 2.   | 20 d'abril de 2025   | Múnic, Alemanya       | Terra batuda | Alexander Zverev     | 2−6, 4−6            |
| Guanyador | 3.   | 7 d'agost de 2025    | Toronto, Canadà       | Dura         | Karén Khatxànov      | 6−7(5), 6−4, 7−6(3) |

### Dobles masculins: 1 (0−1)
| Llegenda                          |
| --------------------------------- |
| Grand Slams (0−0)                 |
| ATP Finals (0−0)                  |
| ATP World Tour Masters 1000 (0−0) |
| ATP World Tour 500 (0−1)          |
| ATP World Tour 250 (0−0)          |

| Títols per superfície |
| --------------------- |
| Dura (0−1)            |
| Gespa (0−0)           |
| Terra batuda (0−0)    |

| Resultat  | Núm. | Data              | Torneig                     | Superfície | Parella            | Oponents                       | Marcador            |
| --------- | ---- | ----------------- | --------------------------- | ---------- | ------------------ | ------------------------------ | ------------------- |
| Finalista | 1.   | 6 d'agost de 2023 | Washington DC, Estats Units | Dura       | Mackenzie McDonald | Máximo González Andrés Molteni | 7−6(4), 6−2, [6−10] |

## Trajectòria

### Individual
| Open d'Austràlia | A   | A   | QF    | 3R | 0 / 2   | 6 – 2   |
| Roland Garros | A   | A   | 1R    |    | 0 / 1   | 0 – 1   |
| Wimbledon | A   | A   | 2R    |    | 0 / 1   | 1 – 1   |
| US Open | Q2  | 1R  | SF    |    | 0 / 2   | 5 – 2   |
| Total Victòries–Derrotes                                                                                                   | 0−0 | 3−3 | 26−24 |    | 29 – 27 | 29 – 27 |
| Rànquing a final d'any | 573 | 96  |       |    |         |         |
| Llegenda: G: Guanyador; F: Finalista; SF: Semifinalista; QF: Quarts de final; Q: Qualificació; A: Absent; RR: Round Robin; |     |     |       |    |         |         |

### Dobles masculins
| Open d'Austràlia | A   | A     | 1R | 0 / 1   | 0 – 1   |
| Roland Garros | A   | 2R    |    | 0 / 1   | 1 – 1   |
| Wimbledon | A   | 1R    |    | 0 / 1   | 0 – 1   |
| US Open | 2R  | 1R    |    | 0 / 2   | 1 – 2   |
| Total Victòries–Derrotes                                                                                                   | 1−1 | 12−16 |    | 13 – 17 | 13 – 17 |
| Rànquing a final d'any | 287 |       |    |         |         |
| Llegenda: G: Guanyador; F: Finalista; SF: Semifinalista; QF: Quarts de final; Q: Qualificació; A: Absent; RR: Round Robin; |     |       |    |         |         |

### Dobles mixts
| Open d'Austràlia | A   |  | 0 / 0 | 0 – 0 |
| Roland Garros | A   |  | 0 / 0 | 0 – 0 |
| Wimbledon | A   |  | 0 / 0 | 0 – 0 |
| US Open | SF  |  | 0 / 1 | 3 – 1 |
| Total Victòries–Derrotes                                                                                                   | 3−1 |  | 3 – 1 | 3 – 1 |
| Llegenda: G: Guanyador; F: Finalista; SF: Semifinalista; QF: Quarts de final; Q: Qualificació; A: Absent; RR: Round Robin; |     |  |       |       |